# 8406 Іваокусано
8406 Іваокусано (8406 Iwaokusano) — астероїд головного поясу, відкритий 20 квітня 1995 року.
Тіссеранів параметр щодо Юпітера — 3,524.